# キャラハン (ミサイル駆逐艦)
|          | |
| 艦歴     | |
| 発注     | 1978年3月23日 |
| 起工     | 1978年10月23日 |
| 進水     | 1979年12月1日 |
| 就役     | 1981年8月29日 |
| 退役     | 1998年3月31日 |
| その後   | 2005年12月に台湾海軍で再就役 |
| 性能諸元 | |
| 排水量   | 満載：9,783 トン |
| 全長     | 171.6 m (563 ft) |
| 全幅     | 16.8 m (55 ft) |
| 吃水     | |
| 機関     | ゼネラル・エレクトリック LM 2500-30 ガスタービン4機, 2軸, 80,000 shp                                                                                 |
| 最大速   | 33ノット (61 km/h) |
| 航続距離 | |
| 乗員     | 士官31名、兵員332名 |
| 兵装     | Mk45 5インチ単装砲 2門 ファランクスCIWS 2基 ハープーン4連装発射筒 2基 Mk26連装発射機（SM-1MR→SM-2MR / アスロック兼用）2基 Mk 32短魚雷3連装発射管 2基 |
| 航空機   | SH-3 シーキング 1機 またはSH-2 シースプライト 2機 |
| モットー | |

キャラハン (USS Callaghan, DD-994/DDG-994) は、アメリカ海軍のミサイル駆逐艦。キッド級ミサイル駆逐艦の2番艦。艦名はダニエル・J・キャラハン少将に因む。

## 艦歴
当初はイラン王国によってダリューシュ (Daryush：ダレイオス1世) の艦名で発注されたが、1979年のイラン革命でキャンセルとなった。
その後強力な空気浄化機能、フィルターによる防砂機能、生物化学兵器戦への対応能力を持つ本艦はアメリカ海軍によってペルシャ湾と地中海での作戦行動に適任と認められ、採用されることとなった。
キャラハンは1998年に退役した。

## その後
退役後キャラハンは2004年に同級3隻と共に中華民国に売却され、台湾東部の蘇澳海軍基地に因んで蘇澳(Su Ao, DDG-1802)と命名された。当初の予定では明徳 Ming Tehと名付けられる予定であった。
アメリカで2年間の改修及び訓練が行われた後、蘇澳は2005年12月17日に台湾北部の基隆海軍基地で就役した。